# Capitosaurus

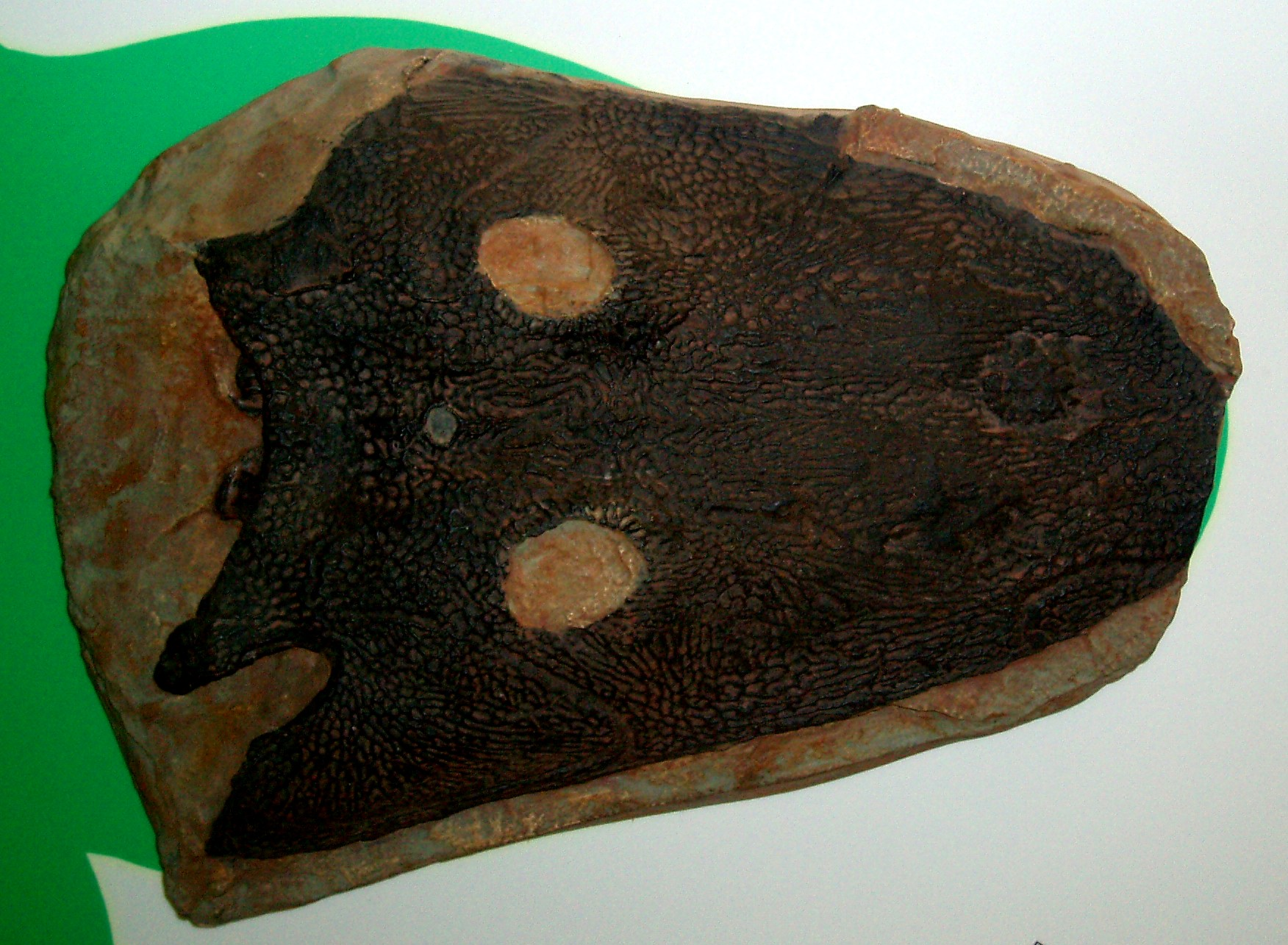
Hộp sọ Capitosaurus

Capitosaurus là một chi temnospondyli tuyệt chủng có hóa thạch đã được tìm thấy tại Spisbergen, Đức. Hộp sọ của nó dài 30 cm, với tổng chiều dài hơn 122 cm.